# Equipo de Fed Cup de Rusia
El Equipo Ruso de Copa Billie Jean King es el representativo de Rusia en la máxima competición internacional a nivel de naciones del tenis femenino. y es gobernado por la Federación Rusa de Tenis. Actualmente la capitana del equipo es Anastasia Mýskina.

## Historia
Rusia compitió por primera vez en la Fed Cup en 1968 como Unión Soviética. Ha ganado la Fed Cup en 5 ocasiones 2004, 2005, 2007, 2008 y 2021 además de ser finalista en 4 ocasiones.

## Plantel 2014
El equipo que participó de la serie contra Australia, por la primera ronda del Grupo Mundial de la Fed Cup, perdió por lo tanto deberá jugar un partido por la permanencia en la categoría contra Argentina en Rusia el 19 y 20 de abril.
| Jugadora             | Individuales | Dobles |
| -------------------- | ------------ | ------ |
| Victoria Kan         | 0-1          | 0-0    |
| Irina Jromachova     | 0-1          | 0-1    |
| Valeria Soloviova    | 0-0          | 0-1    |
| Veronika Kudermétova | 0-1          | 0-0    |